# Jonathan Orellana
Jonathan Osvaldo Orellana Beise (* 3. März 1979 in Santiago de Chile) ist ein ehemaliger chilenischer Fußballspieler und heutiger -trainer.

## Karriere

### Verein
Jonathan Orellana begann 1999 beim AC Barnechea seine Karriere. 2001 bis 2004 verbrachte der Mittelfeldspieler bei Deportes Copiapó und wechselte 2005 zu Unión Española. Mit dem Klub spanischer Einwanderer feierte Orellana seinen größten Erfolg mit dem Gewinn der Meisterschaft der Apertura 2005. Nach weiteren Stationen bei Santiago Morning, Unión La Calera und Fernández Vial, die jeweils alle nicht länger als ein Jahr dauerten, kehrte Orellana zu Deportes Copiapó zurück und beendete 2008 dort seine Karriere.

### Trainer
Jonathan Orellana begann 2015 als Co-Trainer unter Víctor Rivero bei San Luis. 2019 trat der frühere Mittelfeldspieler seinen ersten Cheftrainerposten bei Deportes Limache an. Bis August 2022 war er als Trainer von Unión San Felipe tätig und ging 2023 zu Fernández Vial aus der Segunda División.

## Erfolge
Unión Española
- Chilenischer Meister: 2005-A